# منصور شاه
السلطان منصور شاه بن السلطان مظفر شاه ( - 1477) هو سادس سلاطين ملقا. حكم ملقا في الفترة من 1459 إلى 1477. اعتلى العرش بعد وفاة والده مظفر شاه.:246
قام منصور شاه بتوسيع سلطنته، واستطاع ضم العديد من الأراضي في شبه جزيرة ماليزيا وشرق سومطرة والجزر المحيطة بها تحت سيطرة ملقا خلال فترة حكمه مثل جزر سلاغور وروبات وسنغافورة, وبنتن وغيرها. كما تزوج من أميرة ماجاباهيت مما ساعد في توسع السلطنة.